# Place de la Monnaie
La place de la Monnaie (olandese: Muntplein) è una piazza del centro di Bruxelles, situata tra la Borsa e la place de Brouckère. Il nome si riferisce all'antica zecca dei duchi del Brabante.

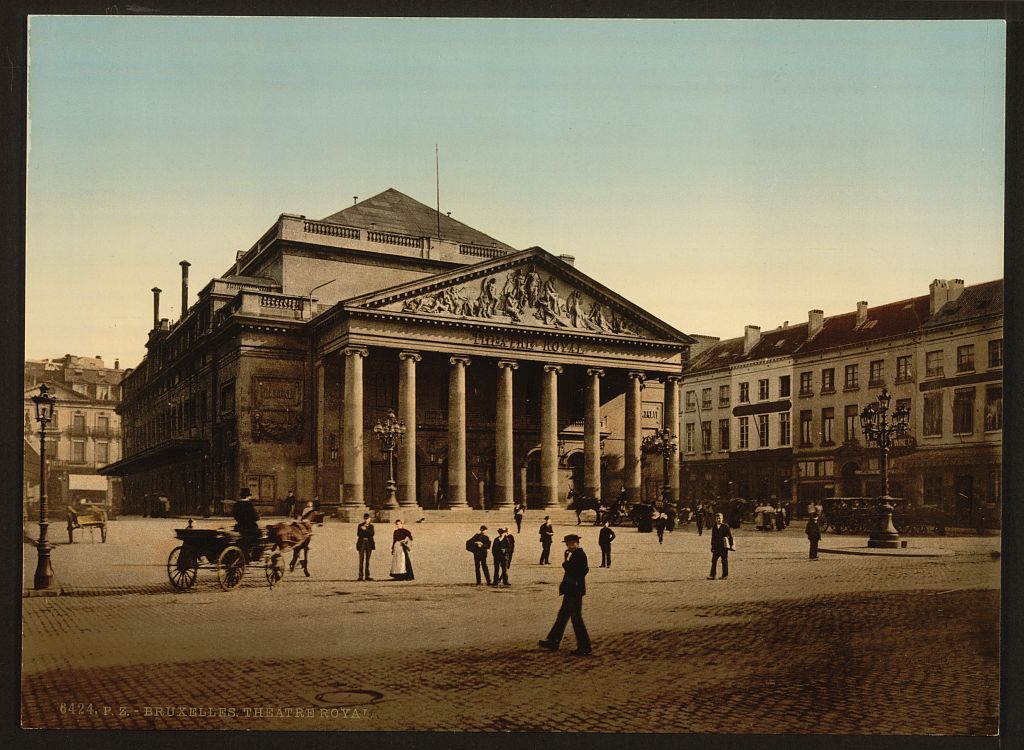
Place de la Monnaie in una stampa del 1890-1900 circa.

In questa piazza sorge il Teatro de la Monnaie, costruito nel 1856 in sostituzione di un preesistente teatro.